# 110 %

110 % était une émission sportive débutant en septembre 1998 et débattant sur divers sujets reliés au sport diffusée à TQS depuis ses studios de Montréal. L'émission, animée à l'origine par Paul Rivard puis par Jean Pagé, était diffusée tous les soirs de la semaine à 22 h 30 après Le Grand Journal. Michel Villeneuve et François Gagnon ont également été animateurs à l'occasion. 
Les principaux débatteurs étaient d'anciens entraîneurs comme Jean Perron et Michel Bergeron, d'anciens hockeyeurs comme Marc Bureau, Dave Morissette et P.J. Stock ou des journalistes, comme Jean-Charles Lajoie, Michel Langevin, Pierre Rinfret (CKAC), François Gagnon, Réjean Tremblay, Daniel Poulin, Michel Villeneuve et Marc De Foy (Journal de Montréal). 
D'autres personnalités québécoises participèrent parfois à l'émission, dont Gabriel Grégoire, Serge Amyot, Bertrand Godin, Éric Hoziel, Michel Girouard et Jean-Michel Dufaux.
Émission phare durant 10 saisons pour TQS, 110 % fut remplacé en 2009 par L’attaque à 5 sur V et retiré définitivement des ondes au printemps de 2010.
Daniel Poulin est l'auteur d'un livre intitulé Dans les coulisses de 110% traitant de la grande histoire de cette émission et publié en 2010 aux Éditions au carré.